# St. Nikolai (Kettmannshausen)

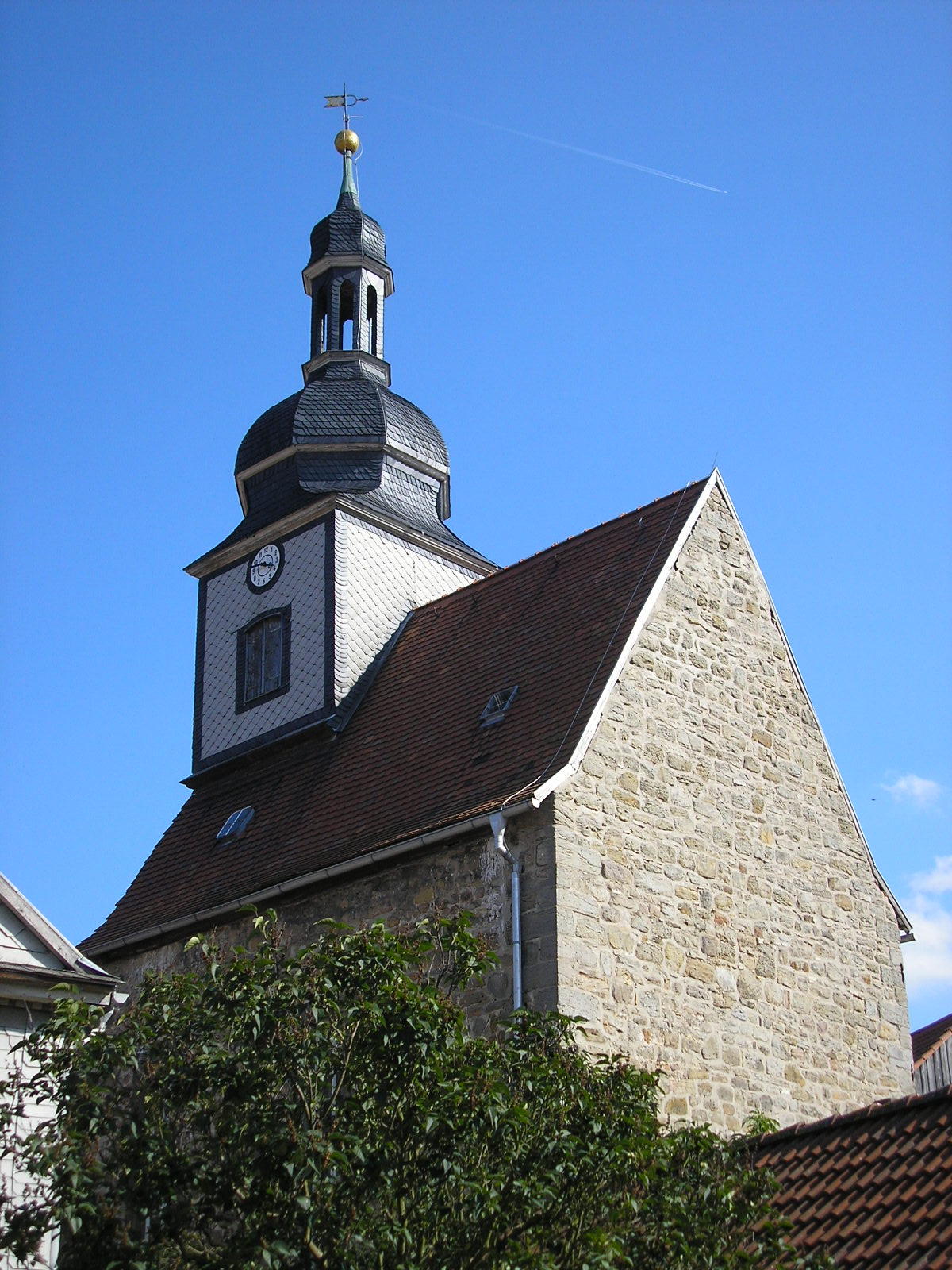
Kettmannshausen, St. Nikolai

Die evangelisch-lutherische denkmalgeschützte Kirche St. Nikolai steht in Kettmannshausen, einem Ortsteil der Stadt Arnstadt im Ilm-Kreis (Thüringen). Die Kirchengemeinde Kettmannshausen gehört zum Pfarrbereich Marlishausen im Kirchenkreis Arnstadt-Ilmenau der Evangelischen Kirche in Mitteldeutschland.

## Beschreibung
Die kleine Kapelle in Mauerwerk aus Sandstein wurde im Jahr 1180 im Baustil der Romanik erbaut. Aus dieser Zeit stammen noch das untere Mauerwerk der Kirche und die Apsis. Die Baugeschichte lässt sich anhand der in Stein gehauenen Inschriften nachvollziehen. 1696 wurde die mit einem Satteldach bedeckte Saalkirche, welche als Vikarie-Kapelle St. Nikolaus urkundlich erwähnt ist, umgebaut und mit einem schiefergedeckten Dachturm ergänzt, der eine achtseitige bauchige Haube trägt, die von einer offenen Laterne bekrönt ist. Er beherbergt die Glocke aus Bronze aus dem Jahr 1491. Die eingezogene Apsis, ihre nachträglich erweiterten Fenster im Osten und Südosten, die erhalten sind, bildet den Abschluss des Langhauses. Zudem ist ein Taufbecken von 1597 vorhanden. Das alte Uhrwerk mit einem Steingewicht als Antrieb wurde im Jahr 1722 eingebaut und ist jetzt im Kirchenschiff ausgestellt. Die Decke zwischen den zweigeschossigen Emporen an drei Seiten wurde 1775/76 mit einem hölzernen Tonnengewölbe überspannt. Im Zuge umfangreicher Baumaßnahmen wurden 1859 die obere Empore, die Kanzel, der Altar und große rechteckige Fenster auf der Nord- und Südseite eingebaut, außerdem wurde die Orgel erneuert. Das Kirchenschiff wurde in einer früheren Bauperiode aufgestockt. Der Raum diente bis ins 18. Jahrhundert als Speicher. Die als Sakristei dienende Apsis wurde nach 1859 durch einen Kanzelaltar vom Langhaus geteilt.